# مرواريد انجيردان
 مروارید انجیردان  قرية صغيرة تتبع للبلدة المركزية (بالفارسية: بخش مركزى) من توابع مدينة بستك وتقع في محافظة هرمزگان في جنوب إيران. إحدى قرى « اقليم گودة».

## السكان
يبلغ عدد سكان هذه القرية حسب تعداد السكان لعام 2006 للميلاد، (56) نسمة تشكل (11) عائلة، من أهل السنة والجماعة وعلى المذهب الشافعي. يتكلمون الفارسية باللهجة المحلية، بها مسجد.

## مهنة سكان القرية
يمتهن سكان القرية بمهنة تربية المواشي والأغنام، والزراعة. أراضيهم خصبة، وتزرع فيها شتى أنواع الخضروات.

## وصلات خارجية
- التقسيمات الإدارية لمحافظة هرمزگان